# Stefan Ponikiewski

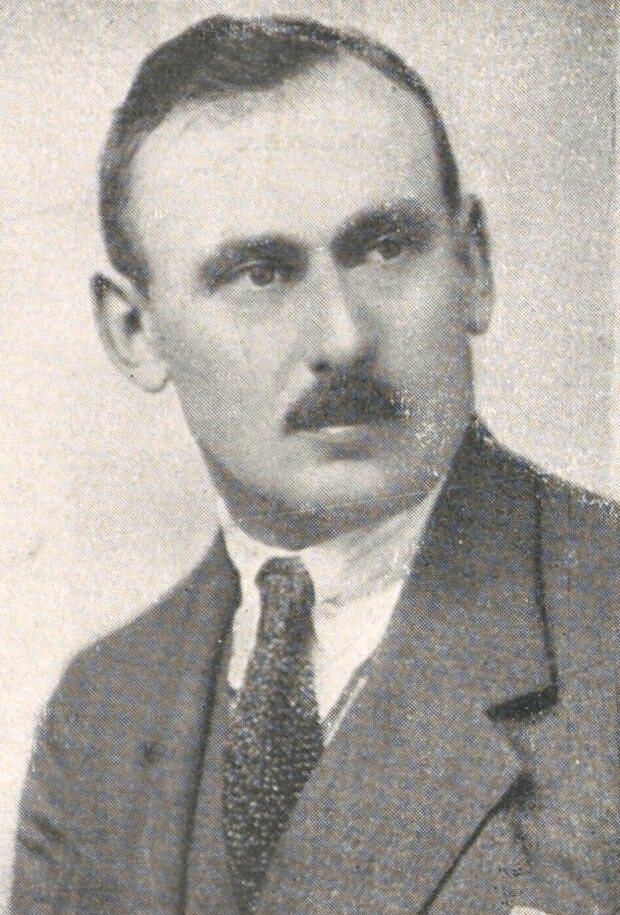

Stefan Ponikiewski (ur. 21 czerwca 1881 w Brylewie, zm. 21 stycznia 1941 w Warszawie) – polski ziemianin, działacz polityczny i społeczny.

## Życiorys
Urodzony w Brylewie (pow. Leszno), w rodzinie Stanisława Ponikiewskiego i Jadwigi z Rychłowskich. W 1901 ukończył gimnazjum Fryderyka Wilhelma w Poznaniu i zdał maturę. Studiował rolnictwo i ekonomię społeczną na uniwersytetach w Berlinie, Monachium i Paryżu. W latach 1906–1909 prowadził administrację dóbr pawłowickich, a w 1910 przejął rodzinny majątek Drobnin (pow. Leszno), w którym gospodarował do 1939 roku.
Działał w Związku Poznańskich Kółek Rolniczych (pełnił funkcję wicepatrona), Związku Ziemian i w innych organizacjach społecznych. W 1912 kandydował do Reichstagu z okręgu Leszno-Wschowa, jednak w wyniku podziałów w społeczeństwie polskim nie został wybrany. W tym okresie podjął też współpracę z Centralnym Towarzystwem Gospodarczym, a następnie z Naczelną Radą Ludową. W tej ostatniej pełnił funkcję Dyrektora Politycznego, a następnie dyrektora Wydziału Administracyjnego. Po reorganizacji przeszedł do Ministerstwa Byłej Dzielnicy Pruskiej, w którym po nominacji przez Naczelnika Państwa (Józefa Piłsudskiego) w 1919 r. sprawował funkcję Dyrektora Wydziału Politycznego. 
Służbę wojskową odbywał w Monachium, ćwiczenia w Głogowie. W I wojnie światowej brał udział jako podchorąży niemiecki (uczestniczył w bitwie pod Verdun).
Brał udział jako delegat rządu w pertraktacjach granicznych w Toruniu, Gdańsku i Berlinie. Zorganizował także Urząd Bezpieczeństwa, tj. policję polityczną na ziemiach byłej dzielnicy pruskiej.
Od 1920 poseł na Sejm Ustawodawczy Rzeczypospolitej. Zajmował się przede wszystkim kwestiami reformy rolnej. W maju 1925 r. w Drobninie wizytę złożył Prezydent RP Stanisław Wojciechowski.
Po 1926 Ponikiewski wycofał się z życia politycznego, poświęcając się sprawom społecznym i gospodarczym. Pełnił funkcję członka zarządów Wielkopolskiego Towarzystwa Kółek Rolniczych, Centralnego Towarzystwa Gospodarczego, Wielkopolskiej Izby Rolniczej, Związku Ziemian i innych.
Z Drobnina tworzył silny ośrodek kulturalno-społeczny. Dzięki jego staraniom i finansowaniu w Drobninie zbudowany został kościół rzymskokatolicki, powstał dom sióstr Serafitek, a w sąsiednim Krzemieniewie powstał ośrodek zdrowia dla okolicznych wsi.
Od 1935 administrował również majątkiem Jasień (pow. Kościan), będącego własnością żony. Po konfiskacie majątku we wrześniu 1939 r. ukrywał się. Zmarł 21 stycznia 1941 w szpitalu „Omega” w Warszawie. Pochowany w grobowcu rodziny Bralińskich w Skierniewicach, w 1946 przewieziony do grobowca rodzinnego w Oporowie.
Od 6 sierpnia 1918 był mężem Zofii z Raszewskich h. Grzymała, córki Gustawa Raszewskiego. Ojciec trójki dzieci: Kazimierza (1919–1939), zginął w bitwie nad Bzurą, Augustyna (1920–2018), profesora PAN i Teresy Jadwigi (1922–1984) – profesor Akademii Rolniczej w Poznaniu. Był stryjem i ojcem chrzestnym Józefa Ponikiewskiego oraz dziadkiem dyplomaty Wojciecha Ponikiewskiego.

## Ordery i odznaczenia
- Krzyż Oficerski Orderu Odrodzenia Polski (30 kwietnia 1927)[1]
- Krzyż Żelazny (Cesarstwo Niemieckie)[2]